# واکنش رایمر–تیمان
واکنش رایمر-تیمان (به آلمانی: Reimer–Tiemann-Reaktion) یک واکنش شیمیایی است که طی آن یک گروه کربونیل با یکی از هیدروژن‌های فنول در موقعیت ارتو جابجا می شود.این واکنش به افتخار دو شیمیدان به نام های کارل رایمر و فردینان تیمان نام‌گذاری شده است.در زیر واکنش تولید سالیسیل‌آلدهید از فنول نشان داده شده است: